# شهر دروغ‌ها
شهر دروغ‌ها (به انگلیسی: City of Lies) یک فیلم جنایی آمریکایی به کارگردانی برد فورمن محصول سال ۲۰۱۸ است.
این فیلم ماجرای واقعی یک پلیس آمریکایی در شهر لس آنجلس را روایت می‌کند که در حل یک پرونده از تمام زندگی‌اش مایه می‌گذارد.

## داستان
راسل پول (جانی دپ) یک پلیس وظیفه‌شناس است که در اثر پیشرفت‌هایش وارد دایره جنایی پلیس آمریکا می‌شود. او از زندگی‌اش راضی است تا اینکه پرونده قتل چند رپر از جمله توپاک و نوتوریوس بی.آی.جی به میان می‌آید و زندگی‌اش را بهم می‌ریزد…
حالا پس از سالها وی با یک روزنامه‌نگار به نام جک جکسون (فارست ویتاکر) آشنا شده‌است و دانسته‌هایش را با او در میان می‌گذارد…

## واقعیت
این فیلم بر مبنای یک کتاب از رندال سالیوان است.

سالیوان با جک جکسون رابطه نزدیکی دارد و این داستان را تماماً بر مبنای واقعیت تألیف کرده‌است.
در این فیلم خشونت علیه سیاه پوستان و سرخ پوستان و مهاجران به خوبی نمایان است.

## حواشی
گفته شده بود جانی دپ در طی فیلم‌برداری فیلم مشتی به صورت گرگ بروکس مدیر صحنه این فیلم زد که خبرساز شد.
و اما مشخص شد که به او تهمت زده‌اند و جانی دپ هیچ خشونتی نسبت به گرگ بروکس نداشته…
بروکس توسط کارگردان و تهیه‌کنندگان اخراج شد و بعد از آنها شکایت کرد.
همین موضوع باعث به تعویق افتادن اکران فیلم شد.